# Rocznik wielkopolski
Rocznik wielkopolski – polski średniowieczny rocznik z XIII wieku, obejmujący lata 730–1191.
Rocznik wielkopolski stanowi wyciąg z Rocznika kapituły krakowskiej, zawarty w Wielkiej kronice. Składa się z 49 zapisek obejmujących lata 730–1191 (tylko 11 zapisek dotyczy lat po 965, a 6 z nich wiąże się z Polską). Rocznik zachował się w czterech rękopisach z XV wieku w zbiorze materiałów tworzących Wielką kronikę. Mimo sporządzenia rocznika w Wielkopolsce nie zawiera on informacji związanych szczególnie z tym regionem.